# Siliqua

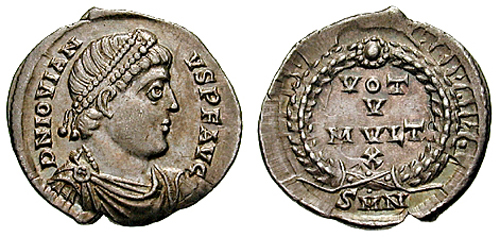
Siliqua des Kaisers Jovian, um 363

Als Siliqua werden kleine, dünne Silbermünzen der römischen Währung bezeichnet, die ab etwa 320 n. Chr. den Argenteus ablösten.
Der Ausdruck Siliqua (lat. Schote) kommt von siliqua graeca, dem Samen bzw. der Schote  des Johannisbrotbaumes. Dieser wog nach dem römischen Gewichtssystem 1/6 der Sextula (1/144 der römischen Unze) oder ungefähr 0,19 Gramm. Der Begriff wurde für verschiedene Silbermünzen verwendet, die 1/24 des Wertes eines goldenen Solidus haben sollten. Da Gold im antiken Rom jedoch etwa 14-mal so viel wert war wie Silber, hätte eine solche Silbermünze theoretisch 2,7 Gramm wiegen müssen. Trotzdem wurde der Begriff erstmals im Jahre 320 unter Kaiser Konstantin dem Großen für Silbermünzen verwendet. Diese Münzen wogen zunächst 3,4 Gramm, ihr Wert verringerte sich aufgrund von Inflation schon bald. Später wurde die Siliqua daher von Kaiser Konstantin II. neu bewertet und um 1/3 reduziert. Die „neue“ Siliqua wog ungefähr 2,2 Gramm. 
Der Ausdruck „Siliqua“ wird deshalb benutzt, da für diese Münzen kein Name durch zeitgenössische Quellen überliefert ist. In der Numismatik werden dünne Silbermünzen aus der Zeit bis zum 7. Jahrhundert, die zwischen 2 und 3 Gramm wiegen, als Siliqua bezeichnet. Die doppelte Siliqua wurde zeitweilig als Maiorina bezeichnet.